# Bonnarp
Bonnarp is een plaats in de gemeente Klippan in het Zweedse landschap Skåne en de provincie Skåne län. De plaats heeft 63 inwoners (2005) en een oppervlakte van 22 hectare. Bonnarp ligt aan een doorgaande weg. De directe omgeving van het dorp bestaat vooral uit landbouwgrond, maar de plaats grenst ook aan wat bos, ook grenst de plaats aan het vrij kleine meer Bonnarpssjön. De bebouwing in de plaats bestaat voornamelijk uit vrijstaande huizen.
Klippan · Ljungbyhed · Östra Ljungby · Stidsvig · Klippans bruk · Krika · Riseberga · Allarp · Skäralid · Källna · Tornsborg · Färingtofta · Bonnarp · Gråmanstorp · Forsby